# کولبوشان کارباندا
کولبوشان کارباندا (انگلیسی: Kulbhushan Kharbanda؛ زادهٔ ۲۱ اکتبر ۱۹۴۴) یک هنرپیشه اهل هند است.
از فیلم‌ها یا برنامه‌های تلویزیونی که وی در آن نقش داشته‌است می‌توان به پناهنده اشاره کرد.

## فیلم‌شناسی
فهرست برخی از فیلم‌هایی که کولبوشان کارباندا در آنها به ایفای نقش پرداخته‌است:
- پناهنده
- جودها اکبر
- آب
- باج
- سرباز
- آتش
- بچه‌های نیمه‌شب
- زمین
- مرز
- قانون
- ابر
- حیدر
- افتخار
- مرگ با شجاعت
- برادران
- قربانی
- بانجاران
- کلک
- شماره اول
- شعله‌های آتش
- ترش و شیرین
- کسی که برنده می‌شود پادشاه است
- نفرت
- بله قربان
- ادامه بده مونا
- دل‌باخته
- نیرومند
- فقط یک راه
- باربر درجه ۱
- بادیگارد
- عمر و جان
- روزی با عزت
- حیطه آتش
- جناب سرگرد
- من دشمن تو هستم
- یوشیلای
- سلسله
- منزل منزل
- عظمت
- عاشق شدی
- راز: حقیقت پنهان
- بی‌خودی
- سلاح
- پاسخ
- سیلاب
- نقش
- تکان ناگهانی
- اظهر
- قفس
- چرخ
- غلامی
- حنا
- بیمار عشق
- پسربچه
- رام، گنگا تو ناپاک است
- جنون
- فرشته
- ۱۶ سالگی
- مرد شماره یک
- کریشنا
- مهاراجه
- سوزاندن گناه
- تا زمان مرگ
- باشگاه مبارزه-فقط اعضا
- تو هستی
- ملاقات
- کلینیک خانوادگی
- بازار
- مانیکارنیکا
- نیو دهلی تایمز
- پدربزرگ صاحب
- ورو دادا
- بخشش
- یک ورق کثیف
- در کف زندگی
- دنیا
- معنی
- چوب کبریت
- سبهاس چاندرا بوس
- محدودیت
- دریچه دل
- تولسی
- عصبانیت
- عشق بازی نیست
- ناخدا
- نسیم
- گرگ و میش
- ویرانه
- شب دیدار فرا رسیده‌است
- بلندی